# 名寄市北国博物館
名寄市北国博物館（なよろしきたぐにはくぶつかん）は北海道名寄市にある博物館である。

## 沿革
- 1996年2月10日 - 開館[1]。
- 2010年2月 - 常設展示室内の映像展示コーナーを全面リニューアル[2]。
- 2018年 - 名寄市北国博物館が協力した松浦武四郎『天塩日誌』現代語版が発行。

## 建物
地上2階、延床面積2,099m2。
- 1階

エントランスホール、ギャラリーホール、常設展示室、第1収蔵庫、第2収蔵庫
- 2階

講堂、書庫、研究室、地域情報室

## 展示

### エントランスホール
名寄の冬を代表する自然現象「サンピラー」のイメージを重ねた、フーコーの振り子がある。

### 常設展示室
- 北国・名寄[1]

どうして多雪・寒冷なのか
- 北の先史[1]

氷河期後の自然と人間の暮らし
- カムイの森[1]

冬の森を通してみたアイヌの自然と文化
- さむさ、ひと、くらし[1]

住まいと生活資料からたどる雪や寒さとの関わり合いの歴史
- 映像、情報検索コーナー

3面マルチスクリーンによる細氷現象を中心とした四季の変化と名寄市の花鳥木や指定文化財の紹介
- 郷土コーナー

国指定天然記念物「鈴石」「高師小僧」、アイヌの伝承者「北風磯吉」、名寄が生んだ名力士「名寄岩」

### 大型資料収蔵庫
北海道立名寄職業訓練校の実習教室を再利用した収蔵庫である。展示面積は2882。展示資料数 は約1,000点。

### 屋外

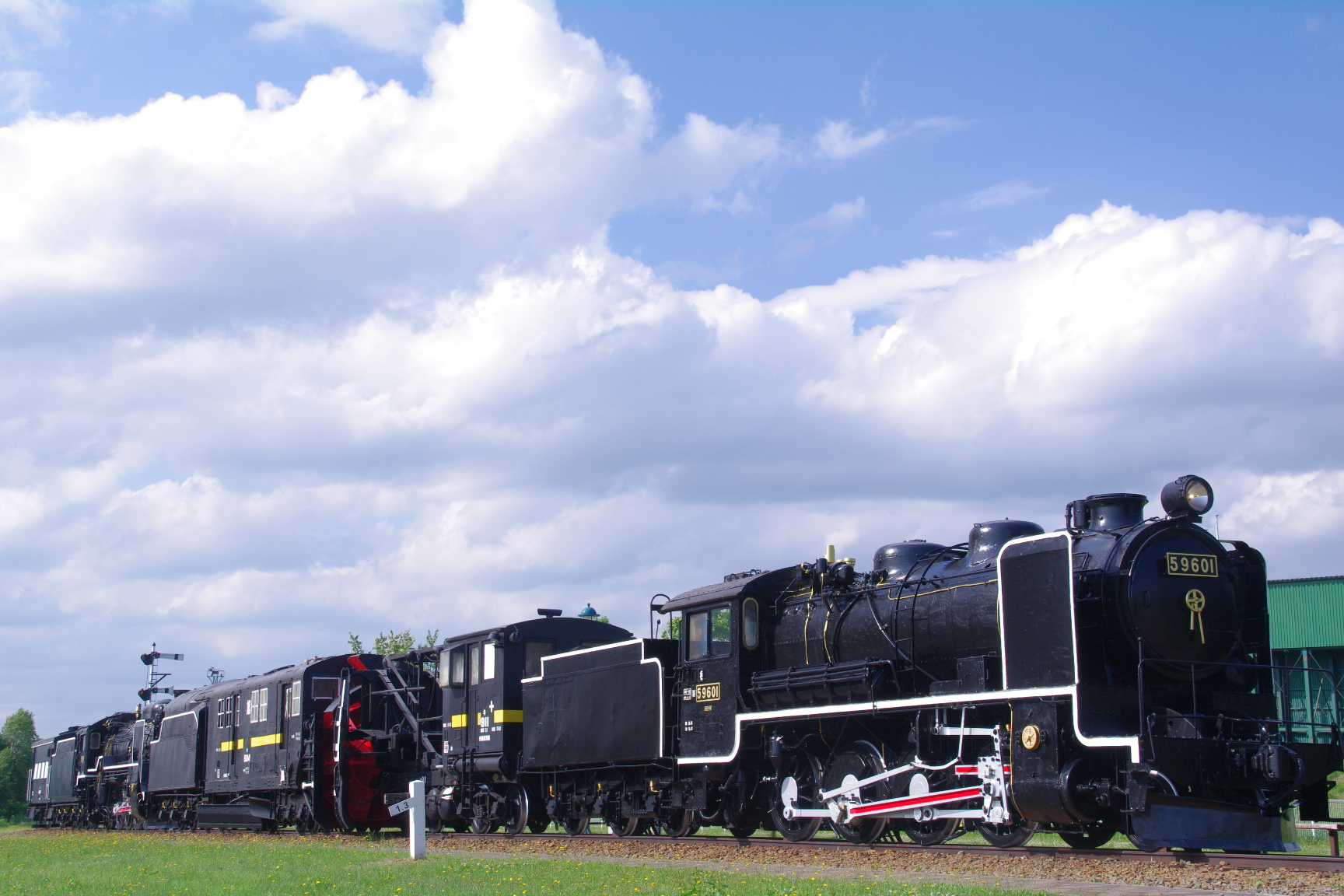
野外展示されているキマロキ編成

- SL排雪列車「キマロキ編成」編成[5]

日本国内唯一の「機関車・マックレー車・ロータリー車・機関車」によるキマロキ編成。1971年から名寄市が国鉄に蒸気機関車の無償貸与を陳情、その後キマロキ編成の保存を求める形に拡大し名寄駅長らの協力も得て、当時の排雪列車編成のまま貸与をうけ、1976年に名寄公園に展示保存された。1988年には実際の運用体制に近づける形で市内での保存に向けた陳情時に、名寄市役所で担当課長を務めた名寄SL排雪列車保存会で後に3代目会長となる中田一良が車掌車を購入して最後尾に追加し5両編成75mの長さとし、その後、博物館計画に合わせて1993年に旧名寄本線の廃線跡に移設保存した。1997年には汽笛を復元、2010年にはJR北海道の準鉄道記念物に指定された。
| 蒸気機関車                     | かき寄せ式雪かき車（マックレー車） | 回転式雪かき車（ロータリー車） | 蒸気機関車                  | 緩急車（車掌車） |
| ------------------------------ | ---------------------------------- | ------------------------------ | --------------------------- | ---------------- |
| 国鉄9600形蒸気機関車 59601号機 | キ911号機                          | キ604号機                      | 国鉄D51形蒸気機関車 398号機 | ヨ4456号車       |

- モニュメント

正面玄関前に5枚の板柱。アイヌにとって村の守り神であるシマフクロウが彫り込まれている。

## 利用
- 休館日

毎週月曜日、年末年始（大型資料収蔵庫は、5月から9月の火曜日から金曜日）